# Orgel von Aquincum

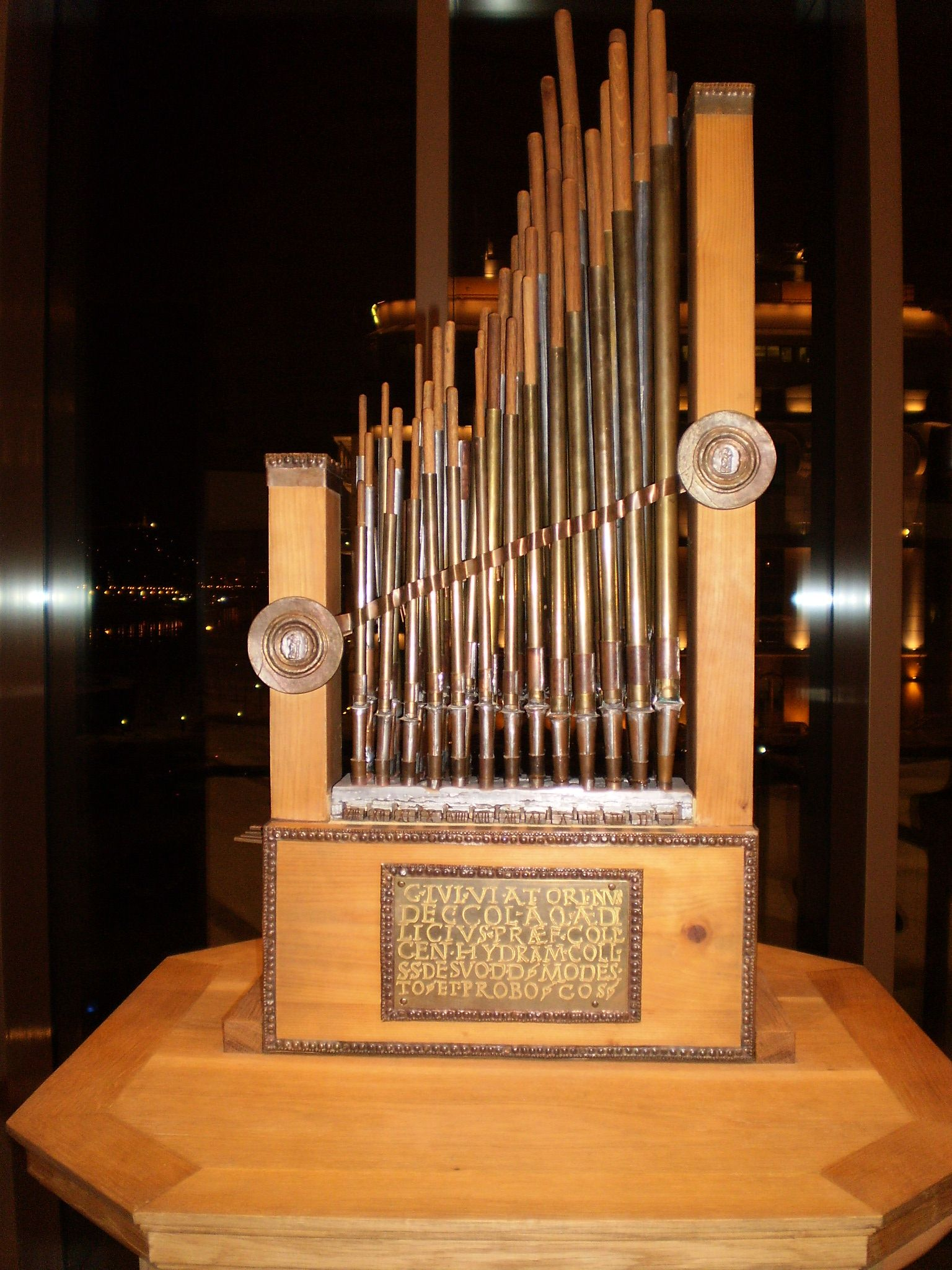
Rekonstruktion der Orgel im Aquincum Museum Budapest (Foto: 2009)

Die Orgel von Aquincum ist eine unvollständig erhaltene römische Orgel aus dem 3. Jahrhundert, die in Aquincum im heutigen Budapest entdeckt wurde und im dortigen Aquincum Museum aufbewahrt wird. Sie ist die am besten erhaltene römische Orgel.

## Geschichte

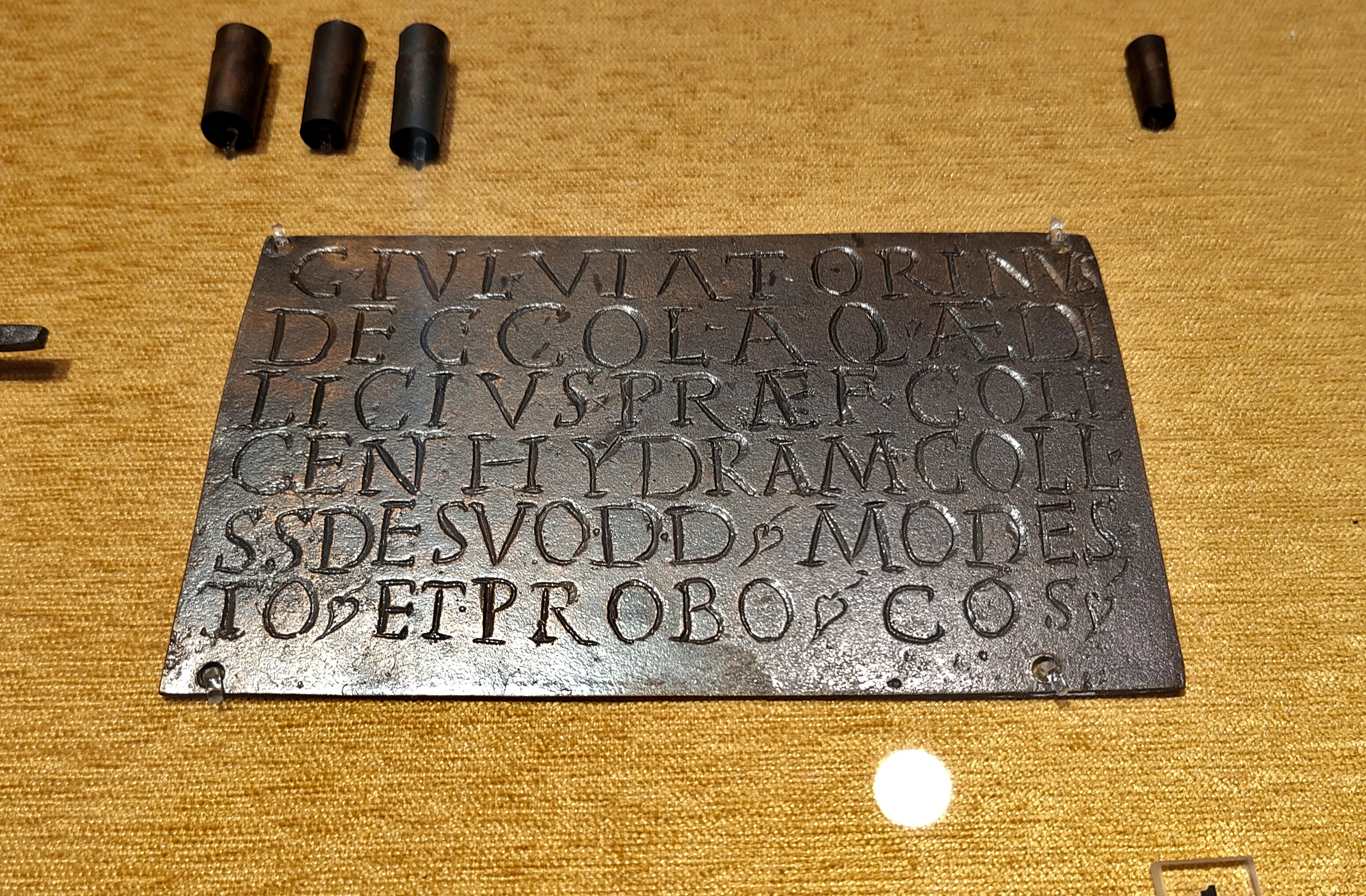
Stiftungstafel der Orgel von Aquincum (2024)

Das Instrument wurde im Jahr 228 n. Chr. dem dortigen Feuerwehrkollegium (collegium centonariorum) geschenkt. Der Stifter war Gaius Iulius Viatorinus, Stadtratsmitglied (Decurio) von Aquincum und Vorsteher des Kollegiums. Diese Informationen gehen aus einer beschrifteten Metalltafel hervor, die an der Orgel angebracht war und mit ihr zusammen gefunden wurde.

„G(aius) IVL(ius) VIATORINVS
DEC(urio) COL(oniae) AQ(uinci) AEDILICIVS PRAEF(ectus) COL(egii)
CENT(onariorum) HYDRAM COLL(egio) S(upra) S(cripto) DE SUO D(onum)
D(edit) MODESTO ET PROBO CO(n)S(ulibus)“

Übersetzung: Gaius Iulius Viatorinus, Ratsherr (bzw. Stadtrat) der Colonia Aquincum, ehemaliger Ädil und Vorsteher des Feuerwehrkollegiums, hat diese Wasserorgel dem oben genannten Kollegium aus eigenen Mitteln zum Geschenk gemacht, als Modestus und Probus Konsuln waren.
Das Instrument war wahrscheinlich neu angefertigt worden.
Entdeckt wurde das Instrument im Jahr 1931 bei Grabungen des Aquincum Museums in der Nähe des Museumsgebäudes. Das freigelegte Areal befand sich nahe dem Südtor der Zivilstadt von Aquincum und umfasste das Vereinshaus des Feuerwehrkollegiums. Dieses Gebäude war in der Antike von einem Brand zerstört worden. Dabei fiel die Einrichtung zusammen mit dem Holzboden in den Keller durch. Auch die dort aufbewahrte Orgel wurde vom Schutt begraben und blieb dadurch bis in die Neuzeit erhalten. Der Ausgräber Lajos Nagy fand mehrere hundert Metallteile und stellte sie 1933 in Form einer kleinen Monographie vor. Im Zweiten Weltkrieg wurden die Reste der Orgel an einem sicheren Ort eingelagert, dennoch gingen bis zum Wiederaufbau nach dem Krieg einige Einzelteile verloren. Anschließend waren noch 298 Teile vorhanden, die im Aquincum Museum unter der Inventarnummer 70.11.1–298 aufbewahrt werden.

## Funktionsweise

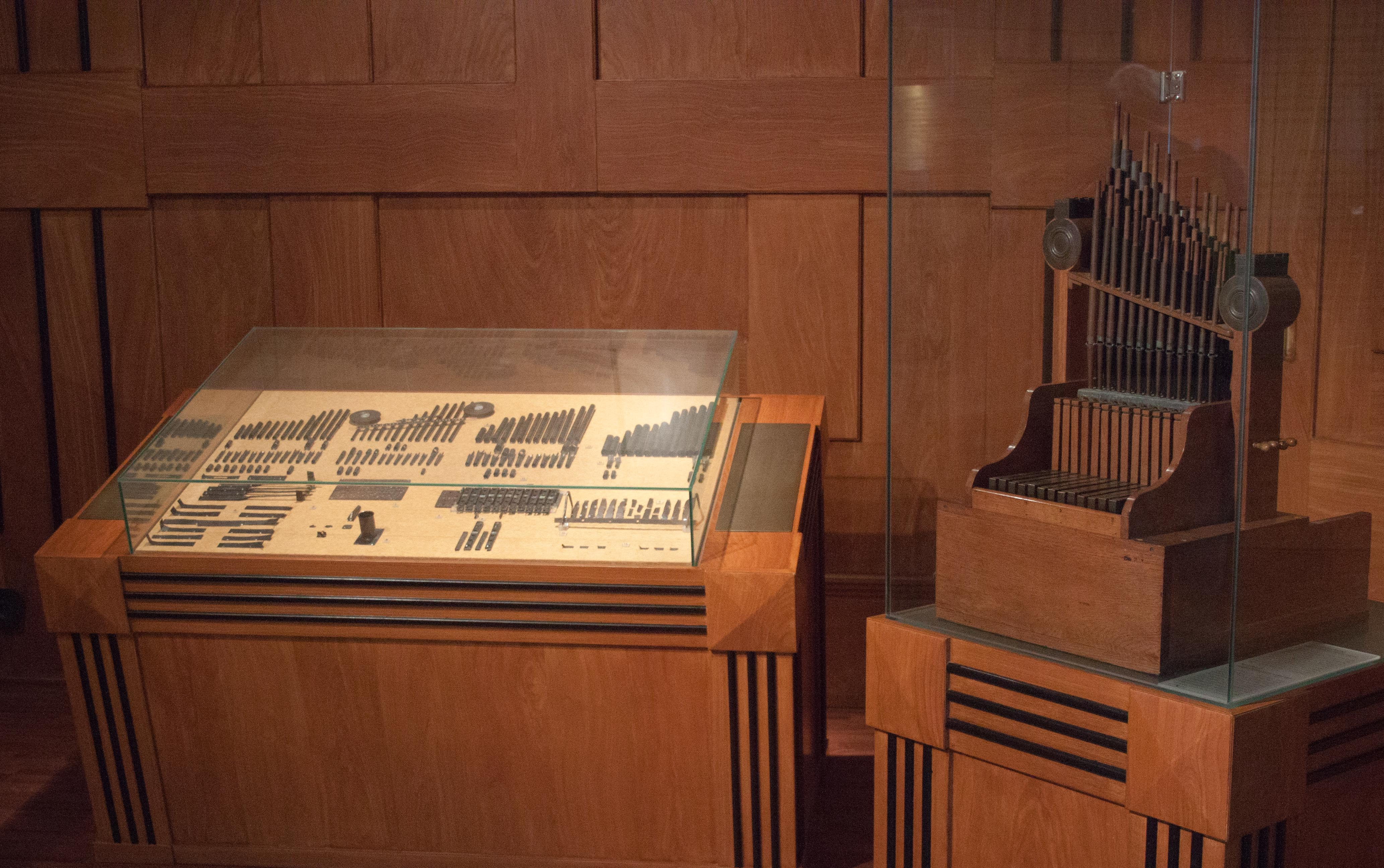
Die erhaltenen Metallteile der Orgel (links) und eine rekonstruierte Version des Instruments (rechts) (2013)

Die Orgel war verhältnismäßig klein, etwa 60 cm hoch, 35 cm breit und 20 cm tief. Sie umfasste vier Register (Tonreihe), die jeweils aus 13 Orgelpfeifen bestanden.
Die Windlade, auf der die Pfeifen standen, war als eine Art Registerkanzellenlade ausgeführt. Schieber auf der Unterseite des Instruments ermöglichten, die Luftzufuhr zu jedem der vier Register beliebig zu öffnen und zu schließen und so die Register auszuwählen, die erklingen sollten. Die Ansteuerung der Töne erfolgte durch Tonschleifen. Durch Drücken einer Taste der Klaviatur wurde eine Metallplatte mit vier Löchern (Tonschleife) so unter die entsprechenden vier Löcher in der Windladenoberplatte gezogen, dass Luft hindurchströmen konnte. Die Luft strömte aber nur in dem Register in die gewünschte Pfeife, dessen Luftzufuhr durch den Registerschieber unten am Instrument eingeschaltet worden war. Die Registerschieber schränkten also den Luftstrom auf das gewünschte Register ein. Die Tonschleifen, die durch Druck auf die jeweilige Taste bewegt wurden, schränkten dagegen auf den Ton, der in dem betreffenden Register gewünscht war, ein. Beim Betätigen einer Taste wurde der entsprechende Tonschleife gegen eine Metallfeder gedrückt, die dafür sorgte, dass der Tonschleife beim Loslassen der Taste wieder in ihre Ausgangsposition geschoben und der Luftstrom durch die jeweilige Pfeife unterbunden wurde.

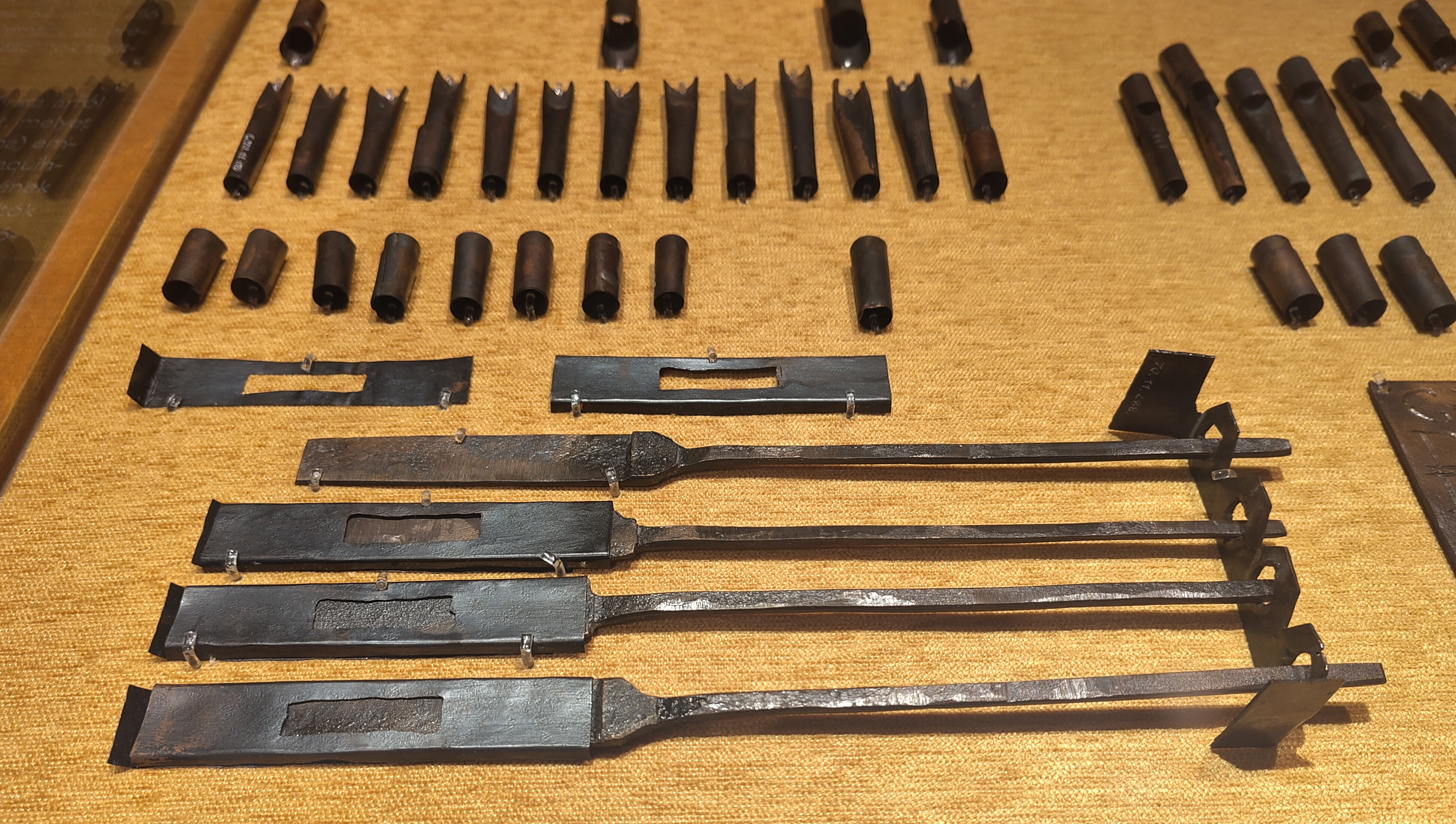
Schieber von der Unterseite der Orgel, durch deren Verschließen und Öffnen sich die vier Register auswählen ließen
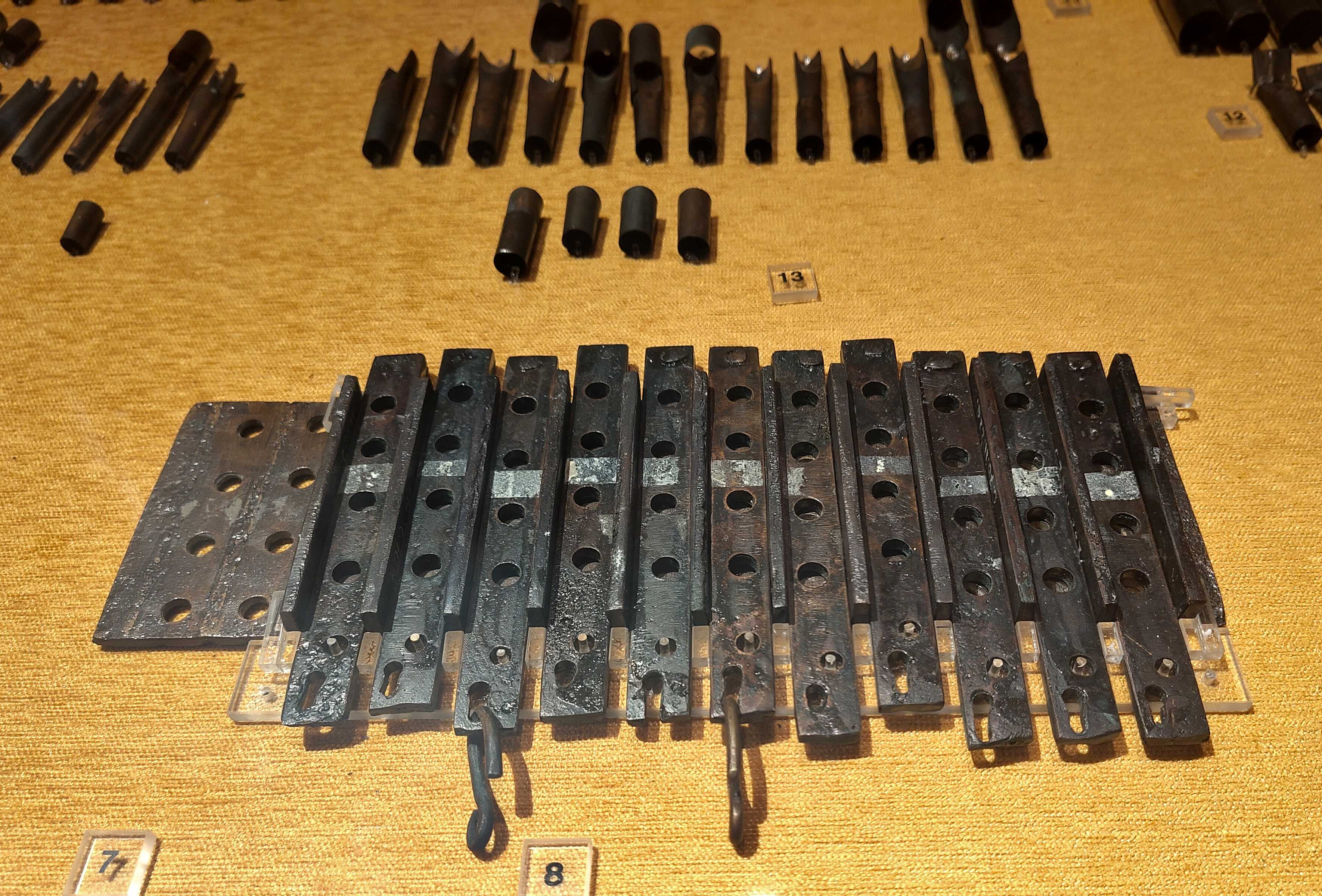
Die Windladenoberplatte mit ihren 4 × 13 Löchern, darauf liegend 11 der 13 Tonschleifen, mit denen sich jeweils vier Löcher der Windladenoberplatte öffnen oder verschließen ließen

Wie der Orgelwind überhaupt erzeugt wurde, ist streng genommen nicht bekannt, weil die Windanlage nicht erhalten ist. Wahrscheinlich war diese getrennt von der restlichen Orgel aufbewahrt und geriet beim Brand des Kollegiengebäudes nicht mit in den Brandschutt. Das Funktionieren antiker Orgeln lässt sich aber durch zeitgenössische Schriftquellen rekonstruieren. Der Luftstrom wurde durch einen Gehilfen mittels eines Blasebalgs erzeugt und in ein Gefäß, das mit Wasser gefüllt war, geleitet. Bei jedem Pumpvorgang wurde innerhalb dieses Gefäßes eine Luftblase gebildet beziehungsweise vergrößert. Der Wasserdruck presste diese Luftblase jedoch durch eine Öffnung im Gefäß, von wo die Luft zu den Pfeifen geleitet wurde. Diese Konstruktion sorgte dafür, dass kontinuierlich ein gleichbleibender Luftstrom gebildet wurde, egal wie ungleichmäßig der Gehilfe den Blasebalg bediente.
Die Einzelteile der Orgel bestanden aus unterschiedlichen Metalllegierungen auf Kupferbasis. Intensive Abnutzungsspuren zeugen von der häufigen Benutzung der Orgel. Einige der Teile mussten sogar ausgetauscht werden und wurden durch Neuanfertigungen aus Eisen ersetzt. Einzelne Teile, darunter wohl auch der Kern der Tasten, waren aus Holz gefertigt, von denen sich aber nur geringe Reste erhalten haben. Die Windlade war aus Fichtenholz, die Stöpsel der gedackten Pfeifen aus Eichenholz, einer aus Ulme.
Zur Musik lässt sich sagen, dass die Orgel wahrscheinlich einen härteren, herberen Klang hatte als heutige Orgeln. Vermutlich ließ sie sich auch nicht sonderlich schnell spielen, sodass Triller oder schnelle Läufe nicht möglich waren. Bei dreien der Register waren die Pfeifen gedackt, bei einem offen. Der Tonumfang lag wahrscheinlich im Bereich zwischen einer Oktave und einer Duodezime.

## Rekonstruktionen
Es wurden seit 1935 verschiedene Nachbildungen angefertigt, die unterschiedliche mögliche Funktionsweisen abbildeten.
| Jahr             | Erbauer                             | Aufbewahrung                                           | Bild | Windzufuhr  | Tonumfang                                           | Bemerkungen                                                   |
| ---------------- | ----------------------------------- | ------------------------------------------------------ | ---- | ----------- | --------------------------------------------------- | ------------------------------------------------------------- |
| 1935             | Emil Angster                        | Aquincum Museum Budapest                               |      |             |                                                     | op. 1102, 1970 Restaurierung, evtl. zweites Modell vorhanden  |
| 1936             | Emil Angster                        | Museum in Rom? (Mostra Augusteana 1938)                |      |             |                                                     | Verbleib unklar, op. 1121                                     |
| 1965, 1966, 1969 | Werner Walcker-Mayer                | Privatbesitz                                           |      |             |                                                     | drei Modelle                                                  |
| 2005/2006        | Martin Braun, Justus Wilberg        | Privatbesitz                                           |      | hydraulisch | vier verschiedene Tonarten, auch im plenum spielbar | wird regelmäßig in Konzerten aufgeführt                       |
| 2012             | Michael Zierenberg, Susanne Rühling | Römisch-Germanisches Zentralmuseum Mainz; Privatbesitz |      | hydraulisch | Oktave                                              | zwei identische Modelle, unter Mitwirkung von Schuke Orgelbau |

## Weitere römische Orgelfragmente
Die heutige Orgel ist letztlich eine antike Erfindung. In Schriftquellen der griechisch-römischen Zeit werden solche Instrumente wiederholt als „Hydra“, „Hydraulia“ oder „Hydraulis“ erwähnt und auch mehrere bildliche Darstellungen zeigen Orgeln. Erhalten sind jedoch nur drei Exemplare, von denen die Orgel von Aquincum das mit Abstand vollständigste Exemplar ist.
- Wasserorgel von Dion, Griechenland, 1. Jahrhundert v. Chr., älteste Reste einer römischen Orgel
- Orgel von Aventicum (Avenches), Schweiz, etwa 1./3. Jahrhundert n. Chr., nur wenige kleine Teile erhalten